# Бије (Шер)
Бије (фр. Bué) насеље је и општина у централној Француској у региону Центар (регион), у департману Шер која припада префектури Бурж.
По подацима из 2011. године у општини је живело 353 становника, а густина насељености је износила 56,03 становника/km². Општина се простире на површини од 6,3 km². Налази се на средњој надморској висини од 202 метара (максималној 370 m, а минималној 197 m).

## Демографија
| 1962. | 1968. | 1975. | 1982. | 1990. | 1999. | 2011. |
| ----- | ----- | ----- | ----- | ----- | ----- | ----- |
| 394   | 412   | 386   | 362   | 351   | 340   | 353   |

График промене броја становника у току последњих година